# Штайнфельд (Каринтия)
Штайнфельд (нем. Steinfeld) — ярмарочная коммуна (нем. Marktgemeinde) в Австрии, в федеральной земле Каринтия. 
Входит в состав округа Шпитталь. Население составляет 2195 человек (на 31 декабря 2005 года). Занимает площадь 81,38 км². Официальный код — 2 06 37.

## Политическая ситуация
Бургомистр коммуны — Эвальд Чабичер (СДПА) по результатам выборов 2003 года.
Совет представителей коммуны (нем. Gemeinderat) состоит из 19 мест.
- СДПА занимает 8 мест.
- АПС занимает 4 места.
- АНП занимает 2 места.
- Партия ULS занимает 2 места.